# المخيم الكشفي الإفريقي
يتبع الإقليم الكشفي الأفريقي المنظمة العالمية للحركة الكشفية ويرعى المخيم الكشفي الأفريقي على مستوى المنطقة في الدول الأعضاء فيها. والمهرجانات الماضية هي:
- 1 المخيم الكشفي الأفريقي الأول في نيجيريا عام 1976.[1]
- 2 المخيم الكشفي الأفريقي الثاني في أوغندا عام 1989.[2]
- 3 المخيم الكشفي الأفريقي الثالث في غانا عام 1994.[3]
- 4 المخيم الكشفي الأفريقي الرابع في كينيا في الفترة 9 أغسطس 2000 إلى 19 أغسطس 2000.[4]
- 5 المخيم الكشفي الأفريقي الخامس في موزامبيق في الفترة 21 يوليو 2006 إلى 31 يوليو 2006.
- 6 المخيم الكشفي الأفريقي السادس في بوروندي في الفترة 8 يوليو 2012 إلى 5 أغسطس 2012.

استغرق المخيم الكشفي الأفريقي السادس (أو المخيم الأفريقي 2012) في بوروندي من الفترة 28 يوليو إلى 6 أغسطس 2012. وكان موضوع المخيم إحداث تغيير إيجابي. وقد استضاف المخيم من قبل جمعية كشافة بوروندي. تقريبا كل البلدان الأفريقية إتخذت جزء، جنبا إلى جنب مع ست دول أوروبية.

## روابط خارجية
- إصدار الحادي عشر حول المخيمات الأفريقية
- جمعية كشافة بوروندي